# Rio Guadalete
O rio Guadalete é um rio localizado na província espanhola de Cádis, nascendo nas montanhas de Grazalema numa elevação de aproximadamente 1000 m, e fluindo por mais de 172 km até a baía de Cádis em El Puerto de Santa María, a sul da cidade de Cádis.
Os romanos e gregos chamavam Lete a este rio, mas aquando da ocupação árabe foi adicionado "uádi" significando "rio". Assim "Guadalete" quer dizer "rio do esquecimento". O rio também já foi chamado de Chrysus durante o reinado dos visigodos.
Pelo caminho, flui por algumas "vilas brancas" de Andaluzia, como Arcos de la Frontera. A Vía Verde de la Sierra, um caminho de 36 km de bicicleta surgido de uma linha ferroviária abandonada, também passa pelo rio.

## História
Em 711, o rio foi o cenário da batalha de Guadalete, parte da Invasão muçulmana da península Ibérica, onde os muçulmanos aniquilaram os visigodos.
Durante a reconquista, o rio se tornou a fronteira entre cristãos e mouros, recebendo o apelido de Río de los Muertos (rio dos mortos).